# Harpactira curator
Harpactira curator är en spindelart som beskrevs av Pocock 1898. Harpactira curator ingår i släktet Harpactira och familjen fågelspindlar. Inga underarter finns listade i Catalogue of Life.